# Two wayz

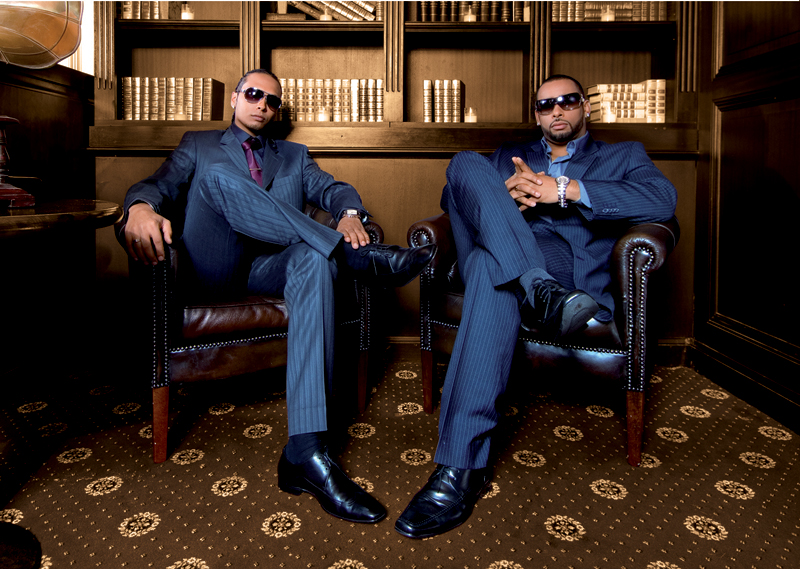
Le groupe Two Wayz

Fondé en 2004 par Neeko et Aycee, Two wayz (aussi orthographié 2 Wayz et II wayz) est un groupe de zouk francophone ayant connu un succès international dans les années 2000. Ils mélangent dans leur musique des influences de Hip hop, R’n’B, Dancehall et Kuduro. Ils chantent principalement en français mais aussi en créole et en anglais. Neeko est originaire de Madagascar et Aycee de Guadeloupe et Martinique. En 2010 le groupe se sépare et chacun se concentre sur sa carrière solo. En 2015 le groupe se reforme et sort de nouveaux titres.

## Biographie
Ils ont fait partie pendant quatre ans du groupe de R’n’B Initial avant de fonder le duo Two Wayz en 2004. Ils sortent leur premier album II Wayz en 2006 sous le label Erogen music avec Nichols à la production. Le premier single Ferme tes yeux leur permettra de décrocher un Carribean music award 2006 comme meilleur duo de l’année. Le clip sera réalisé par Chris Macari.
Leur deuxième album Never Die sort en 2009 sur le label WUM Productions. Il comporte des duos avec LS, Saik, Marcia (Cap vert), M’Rick et Priscillia.
Ils s’entourent pour cet album des compositeurs phare de leur univers musical avec notamment Thierry Doumergue, Frédéric Wurtz et Kaysha.
Le premier single qui sort est le titre Réalise mon rêve suivi du single en duo avec l’artiste capverdienne Marcia, The Heat.
Dans la foulée de cet album, ils entament une tournée internationale entre l’Europe, les Caraïbes, le Canada et l’Afrique.
Les clips des Two Wayz sont largement diffusés sur Trace TV et le clip Réalise mon rêve se classe numéro 1 dans le Hit Tropical de la chaîne.
Après cinq ans de silence, le duo sort en 2015 le titre "Still loving you" qui sera largement diffusé sur les radios, puis en juin 2016 le titre "Laisse moi une chance".

## Discographie
II Wayz 2006 : 10 titres
- Je veux
- You are everything
- Ferme tes yeux
- Freaker licker
- Padoné mwen
- Mwen vléw
- I want
- Hot sex
- Au loin de toi
- Toujours là

Never Die 2009 : 17 titres
- Hands up feat LS
- Mi ange mi déesse
- Doggystyle
- Interlude « Boogy »
- Pa bizwen magi
- Tell me
- Je veux trouver celle
- The heat feat Marcia
- Interlude « Yeah »
- Ce que je veux de toi
- Bouge feat Saik
- Me ! I’m hot feat M’rick
- Réalise mon rêve
- Ti sé feat Priscillia
- Outro « Thank you »
- The heat (acapella)

## Singles
- Ferme les yeux (clip)
- I love you (clip)
- You are everything (clip)
- Réalise mon rêve (clip)
- The Heat (clip)
- Still Loving you (clip) 2015[7]
- Laisse moi une chance (clip) 2016

## Distinctions
- Meilleur duo caribéen (zouk) au Carribean music award 2006[1]
- Meilleur interprète masculin 2007 NRJ Antilles avec le single I love you